# Иван кула
Иван кула (Иванова кула) је мала средњовековна тврђава која се налази 33 km јужно од Куршумлије, на планини Радан. Утврђење се налази на издвојеном врху, 1076 m нмв у близини насеља Иван Кула, југозападно од врха Ђак (1400 m).

## Археолошки локалитет
Град је саграђен на врху вулканске купе која је заравњена и стрмо засечених падина. Од сачуваних остатака је кула, висине од 14 m, ca странама 7,78 и 5,80 m, стоји на римским фундаментима(римски кастел), чији 1,34 m дебели зидови од грубо сечених блокова пешчаника. Саграђена је од притесаног камена који је везиван добрим кречним малтером. На северној страни се на кулу наслања средњовековна грађевина са 56 m y обиму, разорена до темеља. На јужној страни налазе се остаци млађих грађевина.
Утврђење је грађено у типичном српском позносредњовековном стилу за неког великаша.
До данас никаква истраживања на локалитету нису рађена па је и даље величина и тачна намена локалитета неутврђена.

## Историјски подаци о утврђењу
Након Косовског боја, град је дошао под управу деспота Стефана Лазаревића, 1412. године, кад се први пут и спомиње у историјским изворима.

## Предање
Из овог утврђења су топлички јунак Иван Косанчић и Милан Топлица, војском из горње и доње Топлице, прешавши преко Трпезе(висораван на Радан планини), отишли у Косовски бој 1389. Заједно са својим побратимима, Милан Топлицом и Милошем Обилићем припадали су витешком реду - Змај.